# بروس بيكر
بروس بيكر هو لاعب هوكي الجليد كندي، ولد في 25 أبريل 1956 في أوتاوا في كندا.

## وصلات خارجية
- بروس بيكر على موقع دوري الهوكي الوطني (الإنجليزية)
- بروس بيكر على موقع EliteProspects.com (الإنجليزية)
- بروس بيكر على موقع HockeyDB.com (الإنجليزية)